# Irwon-dong
Irwon-dong là một phường của Gangnam-gu ở Seoul, Hàn Quốc.

## Giáo dục
Các trường học ở Irwon-dong:
- Trường Tiểu học Daemo
- Trường Tiểu học Daecheong
- Trường Tiểu học Irwon
- Trường Tiểu học Younghee
- Trường Trung học Cơ sở Joongdong
- Trường Trung học Phổ thông Jungsan
- Trường Trung học Phổ thông Joongdong
- Trường Trung học Phổ thông Người máy Seoul
- Miral School

## Vận chuyển
Khu vực này được phục vụ bởi ga Deachung và ga Irwon thuộc tàu điện ngầm Seoul tuyến 3 và tuyến xe buýt Seoul.